# Línea 4 Fidiana - RENFE - Miralbaida
La línea 4 de autobuses corresponde con el recorrido urbano de la ciudad de Córdoba (España), la empresa encargada de llevar a cabo el funcionamiento de esta línea es AUCORSA, una empresa municipal del ayuntamiento de Córdoba.La línea 4 corresponde a Fidiana - RENFE - Miralbaida y cuenta con 36 paradas.
A continuación se pueden observar las líneas urbanas de la ciudad de Córdoba.

## Líneas urbanas
| Línea | Trayecto                                      |
| ----- | --------------------------------------------- |
| 1     | Tendillas - Fátima                            |
| 2     | Fátima - Tejares - Ciudad Sanitaria           |
| 3     | Albaida - Renfe - Fuensanta                   |
| 4     | Fidiana - Renfe - Miralbaida                  |
| 5     | Ciudad Sanitaria - Renfe - San Juan de Dios   |
| 6     | Levante - Tejares - Polígono del Guadalquivir |
| 7     | Cañero - Ciudad Jardín - Hospital Quirón      |
| 8     | Valdeolleros - Colón - Palmeras               |
| 9     | Sector Sur - Tejares - Figueroa               |
| 10    | Renfe - Brillante                             |
| 11    | Renfe - Sansueña                              |
| 12    | Naranjo - Capitulares - Sector Sur            |
| 13    | Colón - Urbanización El Patriarca             |
| 14    | Fidiana - Sector Sur - Ciudad Sanitaria       |
| C2    | Tendillas - Colón - Tendillas                 |

- Datos: Q24273167